# Le avventure del giovane Indiana Jones
Le avventure del giovane Indiana Jones (The Young Indiana Jones Chronicles) è una serie televisiva statunitense, trasmessa originariamente dalla ABC dal 1992 al 1996.
Vincitore di 11 Emmy Awards, lo show esplora, sotto forma di intrattenimento educativo, l'infanzia e la giovinezza di Indiana Jones, famoso protagonista di una celebre saga cinematografica. A seguito della cancellazione della serie, furono prodotti quattro film per la televisione, trasmessi tra il 1994 e il 1996.

## Trama
La serie fu progettata per essere un programma educativo rivolto ai giovani, ed infatti molti sono gli eventi ed i personaggi storici che fanno da sfondo alle avventure. Diversi episodi sono girati secondo lo stesso schema dove un ormai vecchio Indiana Jones, nella New York attuale (1993), incontra persone che gli fanno ricordare le sue passate avventure. Queste storie possono coinvolgere lo stesso Indiana quando era bambino (10 anni) o adolescente (dai 16 ai 21 anni).
Molti sono i personaggi storici che Indiana incontrerà nelle sue avventure. Figure storiche come Lev Tolstoj, Theodore Roosevelt, Pancho Villa, Albert Schweitzer, Charles de Gaulle, e John Ford, incontrate in altrettante diverse locazioni come l'Egitto, l'Impero austro-ungarico, l'India, la Cina, e l'Europa. Ad esempio, Indy interagisce prima con T. E. Lawrence e poi, in Messico, con Pancho Villa. Indy incontra anche Edgar Degas, Pablo Picasso, Eliot Ness, Charles de Gaulle, Al Capone, Norman Rockwell, Louis Armstrong, Winston Churchill, e Sigmund Freud; gli capiterà perfino di competere con un giovane Ernest Hemingway per l'amore di una ragazza (interpretata dall'Italiana Veronika Logan).
Lo show ha diversi collegamenti con le pellicole. La relazione di Indy con il padre, dapprima introdotta in Indiana Jones e l'ultima crociata, viene poi sviluppata attraverso vari viaggi che i due compiono insieme. La ricerca dell'occhio del pavone, un grosso diamante visto in Indiana Jones e il tempio maledetto, è uno degli elementi ricorrenti della serie. Uno dei viaggi presenti in Le avventure del giovane Indiana Jones verrà poi citato in Indiana Jones e il regno del teschio di cristallo, quando Indy narra le sue peripezie con Pancho Villa a Mutt Williams.

## Episodi
La serie si compone complessivamente di 28 episodi, suddivisi in due stagioni e una terza, composta da 4 film per la TV, andati in onda originariamente tra il 1992 e il 1996 negli Stati Uniti e, parzialmente, tra il 1993 e il 1994 in Italia.
| Stagione         | Episodi | Prima TV originale | Prima TV Italia |
| ---------------- | ------- | ------------------ | --------------- |
| Prima stagione   | 6       | 1992               | 1992-1993       |
| Seconda stagione | 22      | 1993-1994          | 1993-1994       |
| Film televisivi  | 4       | 1994-1996          | mai trasmessi   |

### Messa in onda
L'episodio pilota fu trasmesso dalla ABC in America nel marzo del 1992. Il pilota, un lungometraggio intitolato La maledizione dello sciacallo, fu poi diviso in due episodi, rispettivamente Egitto, maggio 1908 e Messico, marzo 1916. Altri undici episodi furono trasmessi nel 1992 (sette della prima stagione, quattro della seconda). Solo sedici delle restanti venti puntate furono trasmesse nel 1993, quando la ABC cancellò lo show. In seguito USA Network trasmise gli episodi inediti e ne produsse altri otto, raggruppati in quattro film per la TV. trasmessi tra il 1994 e il 1996. Nonostante Lucas volesse concludere la serie con Indiana a 24 anni, lo show fu cancellato con il personaggio a 21 anni.

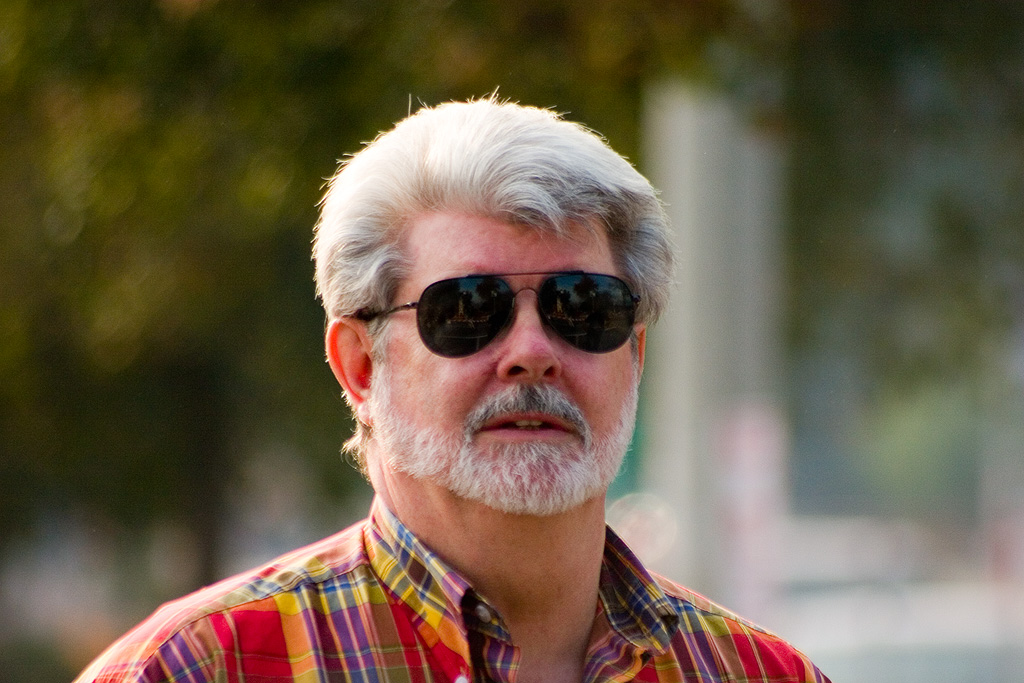
George Lucas, ideatore della serie

Il pilota aveva una buona dose di avventura e conteneva parte degli elementi che avrebbero caratterizzato la serie. Lo show, forte della popolarità sia di Lucas che del personaggio, acquistò sin dall'inizio un ampio bacino di fan. Sfortunatamente, le persone a cui piaceva la trilogia soltanto per i contenuti avventurosi, non apprezzarono la serie, trovandola lenta e noiosa, a causa dell'intento educativo. Un altro elemento non gradito dagli appassionati fu la presenza dell'Indiana anziano, simile ad un vecchio scontroso, intento a "predicare nei posti più assurdi". Molto presto gli ascolti cominciarono a calare e la rete iniziò a spostare l'orario di messa in onda, creando confusione tra gli spettatori. Dopo solo sei settimane, il network smise di trasmettere la serie, lasciando dodici episodi inediti.
La seconda serie, infatti, è una miscela di episodi inediti della prima stagione e di nuove puntate prodotte. Cercando di rimediare ai difetti dello show, gli autori tolsero gli intermezzi del vecchio Indiana, e lasciarono soltanto la voce fuori campo del giovane Indy, che concludeva l'episodio. Questo non bastò per salvare lo show e, dopo ventuno episodi, la serie fu cancellata, lasciando quattro episodi inediti. Nonostante l'apprezzamento critico e i numerosi riconoscimenti ottenuti, la serie non raggiunse mai una fascia d'ascolto abbastanza alta per il network ed ebbe quindi vita breve.
Le avventure del giovane Indiana Jones sono state trasmesse in tutto il mondo, da svariati canali: Jimmy, in Francia, Antena 3 in Spagna, e Sat.1 in Germania.

## Produzione

### Sviluppo
(George Lucas)
Durante la produzione della saga di Indiana Jones, il cast tecnico e artistico chiese spesso a George Lucas, creatore del personaggio, notizie e fatti sull'adolescenza dell'archeologo. Mentre procedeva la pre-produzione del film Indiana Jones e l'ultima crociata, Lucas e il regista Steven Spielberg decisero di rivelare parte del background del personaggio nella sequenza d'apertura. Per queste scene, Lucas, su consiglio di Harrison Ford, scelse River Phoenix come giovane Indiana. Sulla base di questo incipit, Lucas cominciò a progettare una serie televisiva che avrebbe narrato le avventure di un giovane Indiana Jones.
Lo show non avrebbe narrato le avventure di Indiana alla ricerca di preziosi artefatti, combattendo contro malvagi avversari, ma avrebbe svelato gli eventi che hanno formato il carattere e le conoscenze dell'archeologo.
Lucas avrebbe ricoperto il ruolo di produttore esecutivo e di consulente per le trame. Come capo del team di produzione fu scelto Robert Watts, che aveva già collaborato con Lucas nei tre film della saga di Indiana Jones. Watts, però, non volle partecipare al progetto e raccomandò a Lucas Rick McCallum, un produttore londinese che aveva già accumulato diverse esperienze nel campo televisivo. Lucas incontrò McCallum nel marzo del 1990: gli spiegò i suoi piani per la serie e McCallum accettò entusiasta.
Una volta a bordo, McCallum iniziò a cercare le persone che avrebbero dato vita allo show. Lucas non voleva che la serie fosse soltanto un'altra sit-com, in cui ogni episodio è uguale al precedente; voleva, invece, che ogni puntata trattasse temi ed eventi differenti. Per raggiungere questo risultato assunse più di uno scrittore e diversi registi. McCallum iniziò a cercare i due gruppi di artisti. Durante i mesi di ricerca il produttore incontrò una sessantina di scrittori e quasi tutti i registi inglesi dell'epoca.

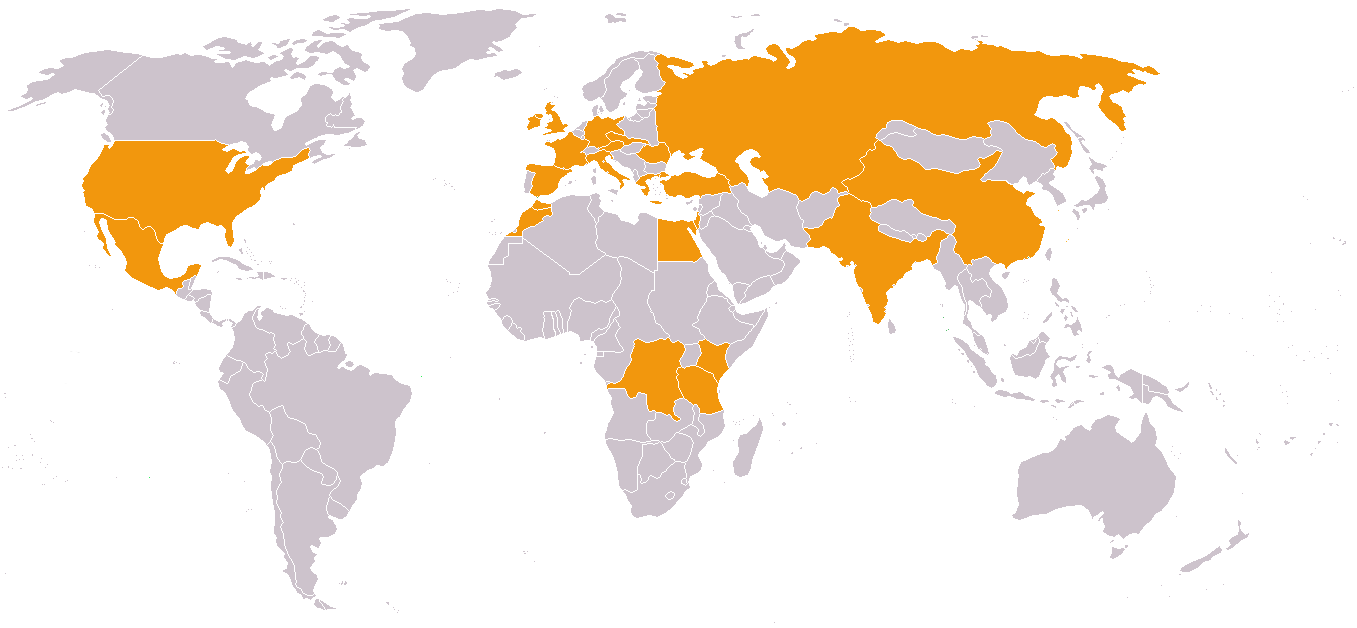
Mappa degli stati visitati da Indiana nella serie

### Sceneggiature
George Lucas scrisse una lunga e dettagliata cronologia, divisa in vari riassunti, riguardante la vita di Indiana Jones, assemblando elementi per circa 70 episodi, partendo dal 1905 e arrivando fino all'età adulta dell'eroe. Ogni riassunto includeva il luogo, la data e il personaggio storico che Indiana avrebbe incontrato in quell'episodio. Ogni sinossi sarebbe poi stata sviluppata da uno sceneggiatore. Quando la serie si concluse, erano stati girati soltanto 31 delle settanta storie. Se la serie fosse stata rinnovata per una terza stagione, il giovane Indiana avrebbe conosciuto versioni più giovani di personaggi apparsi ne I predatori dell'arca perduta: Abner Ravenwood (Gerusalemme, giugno 1909) e René Belloq (Honduras, dicembre 1920). Altri episodi avrebbe riempito lo spazio che intercorreva tra precedenti episodi (Le Havre, giugno 1916, Berlino, fine agosto 1916), e altri avrebbero narrato le gesta di un giovanissimo Indy (Princeton, maggio 1905).
Durante la produzione della serie, Lucas si interessò alle leggende che circolavano riguardo ai teschi di cristallo. L'episodio avrebbe dovuto essere parte della terza stagione e avrebbe visto Indiana allearsi con Belloq alla ricerca di uno dei teschi. L'episodio non fu mai prodotto, ma l'idea di base sarebbe rimasta e rimodellata nel film Indiana Jones e il regno del teschio di cristallo.

### Cast
Nel gennaio '91, iniziò ufficialmente la pre-produzione della serie e i produttori iniziarono a cercare l'attore che avrebbe interpretato Indiana Jones.
Le prime persone che furono contattate da Lucas furono Harrison Ford e River Phoenix, chiamati a interpretare rispettivamente la versione vecchia e giovane del protagonista. Ford rifiutò, credendo che una serie televisiva non avrebbe potuto offrire nulla di nuovo alla sua carriera. Anche Phoenix non accettò, provenendo dal mondo delle sit-com e volendo distaccarsi dal quella forma di media.

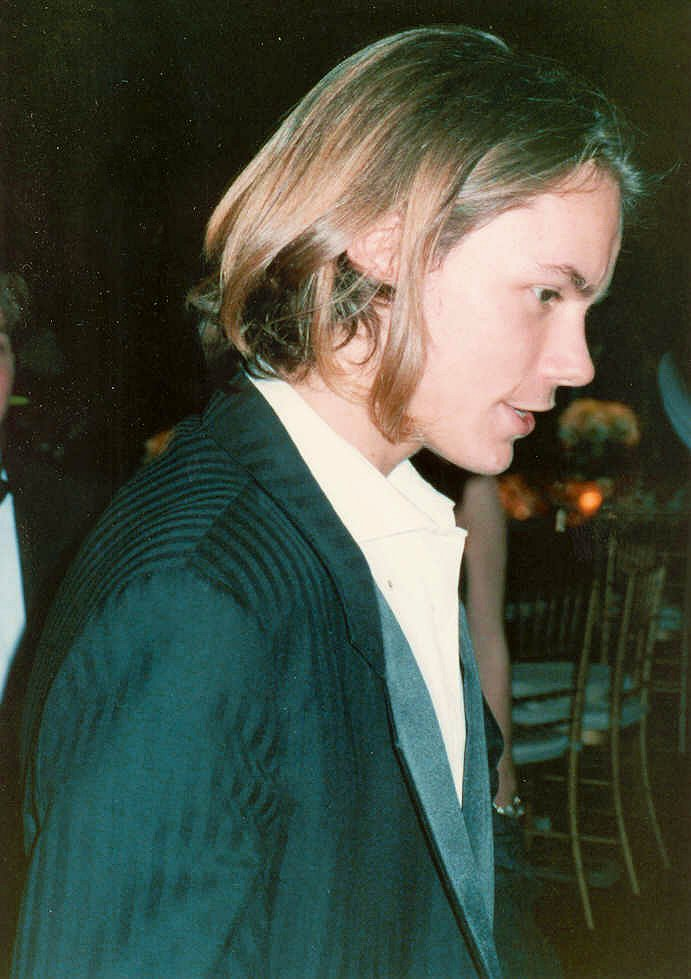
River Phoenix, inizialmente preso in considerazione per il ruolo del giovane Indiana nella serie, aveva già interpretato il personaggio nel film Indiana Jones e l'ultima crociata

Il ruolo di Indiana a dieci anni fu dato all'undicenne Corey Carrier, che aveva precedentemente lavorato in Spenser: For Hire e Le streghe di Eastwick, mentre quello dell'adolescente Indy fu interpretato dal ventiseienne Sean Patrick Flanery, scelto tra centinaia di ragazzi. Dopo essere stato ingaggiato, Flanery partì per Londra, dove trascorse quattro mesi nella preparazione del ruolo, allenandosi nei combattimenti corpo a corpo e imparando a cavalcare. A proposito del suo personaggio, Flanery ha affermato:
Per la parte di Indiana ormai anziano fu scelto l'attore teatrale George Hall. Diplomato alla Neighborhood Playhouse School of Theater a New York, ha lavorato con diverse personalità di Hollywood, come Richard Gere. Hall non ha mai esitato nel dire che il vecchio Indy sarebbe stato un personaggio completamente diverso da quello che il pubblico conosceva dai film. A dispetto di River Phoenix sul set de Indiana Jones e l'ultima crociata, nessuno dei tre attori ha mai avuto l'occasione di incontrare Harrison Ford in persona; McCallum, dette loro le videocassette dei tre film, in modo che gli interpreti potessero studiare il personaggio, ma che anche ampliassero la psicologia di Indiana, rappresentandolo in tre diverse fasi della vita.
Un nuovo personaggio introdotto nella serie è quello di Mrs. Helen Seymour, interpretata da Margaret Tyzack. Helen è il tutore di Indiana, la sua insegnante, responsabile dell'educazione del ragazzo. Inizialmente Indy non riesce a stabilire un legame con la donna, ma in seguito capirà come Helen gli abbia insegnato delle importanti lezioni di vita e abbia stimolato il suo amore per la storia. Lei stessa verrà influenzata dal ragazzo e se ne affezionerà. La Tyzack, vincitrice del Tony Award per la sua performance nella commedia teatrale Lettuce and Lovage, con la sua esperienze nei ruoli vittoriani non ebbe difficoltà nell'interpretare Mrs. Seymour.

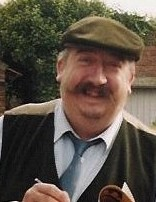
Ronny Coutteure nei panni di Rémy Baudouin

Rémy Baudouin fu un altro nuovo personaggio della serie. Rémy è un cuoco belga: un tipo tenero, ma anche un uomo d'azione. Incontrò il diciassettenne Indiana in Messico, come sostenitore di Pancho Villa. Si unì a Pancho spronato dall'assassinio della moglie Lupe da parte dei Federales. Per il ruolo fu scelto il comico Ronny Coutteure, anch'egli belga.
L'attore Lloyd Owen, nei panni di Henry Jones, ebbe la difficoltà di interpretare un personaggio precedentemente creato e impersonato da una delle star più grandi: Sean Connery. Owen cercò di mostrare lati inediti del personaggio, partendo comunque dalle basi poste nel film: non acquistò la parlata di Connery, ma studiò molti dei suoi film per imitarne l'accento. Come accennato ne L'ultima crociata, il professor Jones è alla continua ricerca del sacro graal.
Contrariamente a Lloyd Owen, l'attrice Ruth De Sosa fu libera di creare il personaggio di Anna Jones, la madre di Indy, alla propria maniera. Nonostante il personaggio appaia in molti episodi, nelle sceneggiature i dettagli riguardanti Anna non erano molti e l'attrice aggiunse, d'accordo con George Lucas, diversi particolari e retroscena: ne venne fuori una donna forte e piena di vita, con un forte legame che la lega al figlio, il quale la definisce "La più bella, dolce e intelligente donna che sia mai esistita".

#### Cameo
Molti sono i cameo presenti nello show: Harrison Ford compare nei panni di un cinquantenne Indiana nell'episodio Young Indiana Jones and the Mystery of the Blues, andato in onda nel marzo del 1993. Paul Freeman, Rene Belloq ne I predatori dell'arca perduta, ha interpretato il personaggio di Frederick Selous in un paio di episodi.
Nella serie sono presenti anche cameo di: Anthony Daniels, il veterano attore di Guerre stellari (interpreta François, uno scienziato francese dell'Intelligence, che fornisce a Indy una speciale valigetta colma di gadget utili per la sua missione in Germania, alla maniera di Q), Christopher Lee, Max von Sydow, Ian McDiarmid, Lukas Haas, Daniel Craig, Elizabeth Hurley e Catherine Zeta-Jones.

### Riprese

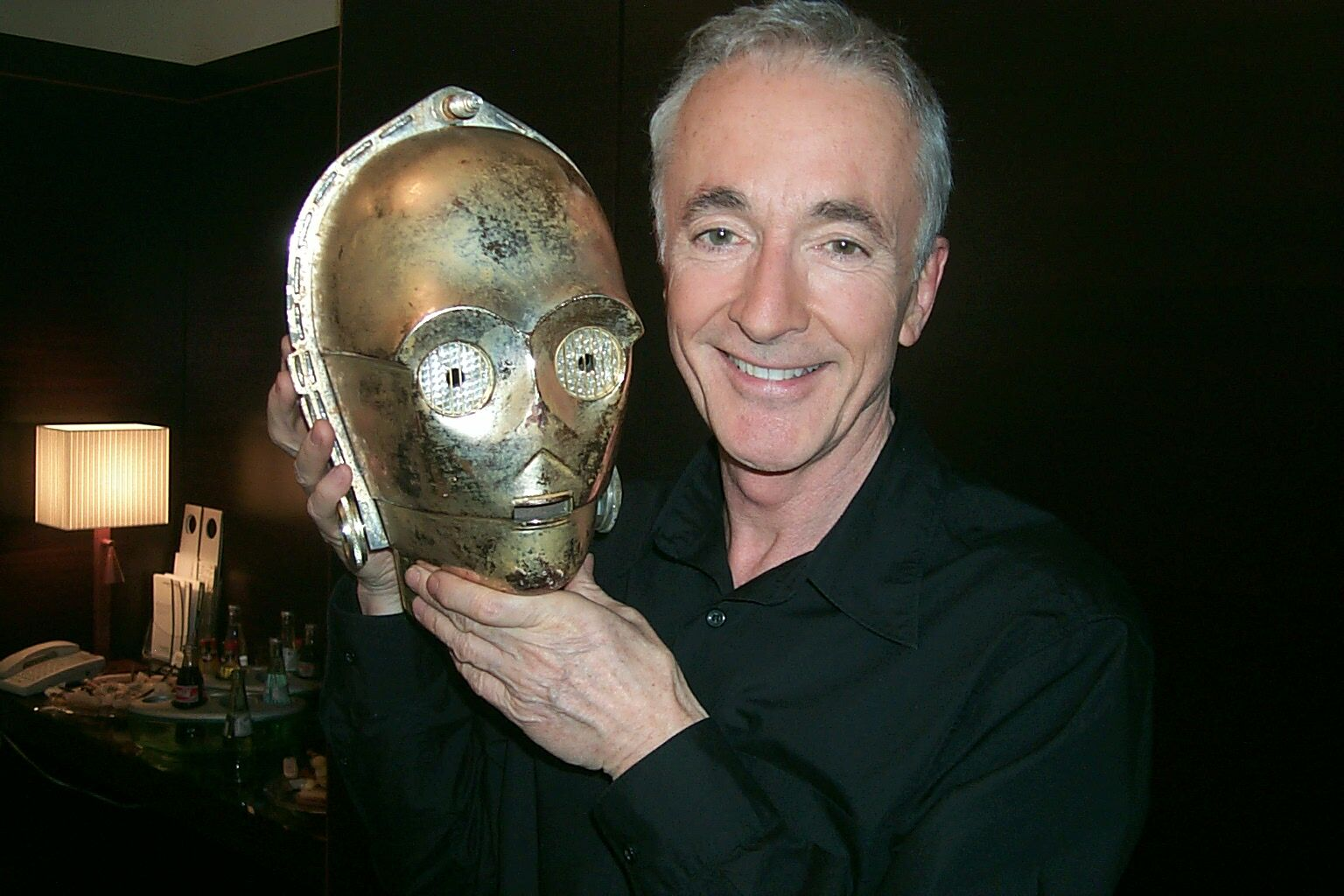
Anthony Daniels, famoso per il ruolo del droide D-3BO, è apparso nell'episodio L'attacco degli uomini falco

La serie ha avuto l'inusuale caratteristica di essere stata girata in diversi continenti. Per abbassare gli ingenti costi di produzione (il costo medio di un singolo episodio ammontava a un milione di dollari), quindi, veniva usato il formato 16 millimetri, piuttosto che il classico 35 millimetri. Lo show era progettato in modo che due episodi consecutivi potessero essere trasmessi sia separati, sia uniti, in un lungometraggio. Ogni episodio veniva completato in circa tre settimane.
La serie è stata girata in tre fasi. La prima, dal 1991 al 1992, consisteva in sedici episodi della prima stagione. La seconda, dal 1992 al 1993, nei restanti dodici episodi, mentre la terza consisteva nella realizzazione dei quattro film per la TV.
Diversi registi e sceneggiatori di alto profilo hanno partecipato alla realizzazione della serie: Frank Darabont, Nicolas Roeg, Bille August, Mike Newell, Deepa Mehta, Joe Johnston, Terry Jones e Carrie Fisher.
Parte del cast tecnico che ha lavorato alla serie prenderà poi parte alla lavorazione della nuova trilogia di Guerre stellari: dallo scenografo Gavin Bocquet, alla costumista Trisha Biggar, fino al direttore della fotografia David Tattersall.

### Post-produzione
(Jonathan Keeton)
Lucas desiderava che la serie avesse lo stesso stile e la stessa qualità di un lungometraggio, cosa impensabile per un prodotto televisivo con tempi di ripresa stretti e un budget modesto. Nonostante tutto, questo fu possibile grazie alle avanzate tecnologie di post produzione, che coinvolgevano il montaggio e gli effetti speciali. La Western Images, una compagnia di effetti speciali situata a San Francisco, che aveva lavorato all'innovativo Il tagliaerbe, fu incaricata di produrre tutti gli effetti speciali per ogni episodio, lavorando in collaborazione con la LucasFilm.
Gli effetti della serie avrebbero dovuto essere invisibili agli occhi degli spettatori. Queste manipolazioni consistevano in aggiunte digitali di comparse o sfondi, duplicazioni o modificazioni. Nel pilota, ad esempio, Indiana è circondato da quaranta uomini, fedeli a Pancho Villa. In realtà, la sequenza fu filmata con appena una dozzina di uomini a cavallo. A causa degli alti costi di noleggio di cavalli, la Western e la LucasFilm duplicarono i soldati, in modo che Indiana fosse circondato da quaranta uomini.
Grazie alle innovazione degli effetti speciali raggiunte dallo show, insieme ai progressi raggiunti dal settore, Lucas si convinse a riprendere in mano la saga di Guerre stellari nel 1999, con La minaccia fantasma, in cui molti dei trucchi e degli effetti presenti erano stati introdotti nella serie.

## Colonna sonora
Il tema principale della serie è stato scritto da Laurence Rosenthal, compositore raccomandato a Lucas dallo stesso John Williams, che scrisse le partiture per la gran parte degli episodi. Joel McNeely musicò le restanti puntate.

## Accoglienza
Nonostante abbia vinto diversi premi, Le avventure del giovane Indiana Jones ricevette diverse critiche da parte dei giornali. Il New York Times definì il pilota zoppicante, giudicando alcuni elementi troppo forzati e banali (come il fatto che il giovane Indiana fosse interpretato da due differenti attori), bocciando l'aspetto educativo, che dava per scontato diversi passaggi storici importanti, lo stile e il tono inconsistenti. mentre Variety lo accolse positivamente, prevedendo però il fallimento in termini d'ascolti:
(Brian Lowry)
I critici di USA Today, del New York Post e del Daily News apprezzarono la serie, mentre non accolsero positivamente lo spin-off televisivo i giornalisti del Washington Post, New York Times e del Los Angeles Times.
Il Washington Post definì la serie "Una noia mortale. La frizzante verve dell'Indy cinematografico si è completamente sgasata. I personaggi sono piatti e anonimi, il contenuto infantile".
Il Daily News, invece, elogiò l'aspetto educativo di carattere generale:
Il fatto di portare in differenti direzioni la serie ad ogni episodio, inoltre, fu un fattore cruciale che limitò il successo dello show. L'idea funzionò solo in parte: gli sceneggiatori, infatti, poterono lavorare insieme riuscendo a mantenere un unico tono narrativo, ma sviluppando comunque temi individuali. Questo non fu possibile per i registi. I vari autori, infatti, lavoravano in solitario senza badare al lavoro altrui e senza avere le idee chiare riguardo alla show. Parte dei registi, piuttosto che attenersi al classico Indiana, misero in scena una loro versione del personaggio, creando discontinuità.
Questo creò diversi problemi agli attori, come testimonia il protagonista Sean Patrick Flanery:

## Riconoscimenti
Dal 1992 al 1994, la serie ha ricevuto diversi premi e riconoscimenti: è stata nominata per 23 Emmy, vincendone dieci, agli Young Artist Awards e ai Golden Globe come miglior serie televisiva. I premi che Le avventure del giovane Indiana Jones si è aggiudicato sono:
- 1992 - Premio Emmy
  - Miglior scenografie a Gavin Bocquet
  - Miglior costumi a Trisha Biggar
  - Miglior montaggio a Edgar Burcksen
  - Miglior trucco a Thomas R. Burman, Bari Dreiband-Burman, Pat Hay e Joan Hills
  - Miglior montaggio sonoro a David Stephenson e Gary Summers
- 1993 - Premio Emmy
  - Miglior costumi a Peggy Farrell
  - Miglior colonna sonora a Joel McNeely
  - Miglior montaggio sonoro a Tom Bellfort, Jamie Forester, Larry Oatfield, Christopher Scarabosio, Michael Silvers, David Slusser e Tom Villano
  - Miglior effetti speciali a Eric Chauvin, Mark Holmes, Paul Huston, Allison Smith-Murphy e Yusei Uesugi
- 1994 - Premio Emmy
  - Miglior colonna sonora a Laurence Rosenthal
- 1996 - Premio Emmy
  - Miglior colonna sonora a Laurence Rosenthal

## Edizioni home video

### VHS e Laserdisc
La serie fu inizialmente distribuita il 21 aprile 1993 in Giappone, dove fu messo in vendita un cofanetto laserdisc, contenente i primi quindici episodi e un documentario sulla realizzazione dello show. I dischi furono formattati per aderire al NTSC e presentati con audio inglese e sottotitoli in giapponese.
Nel 1993, sei volumi in VHS furono distribuiti dalla Paramount Home Entertainment in Inghilterra, Paesi Bassi e Finlandia. I primi tre volumi uscirono l'8 novembre 1993, mentre i restanti il 22 novembre dello stesso anno.
Nel 1996 George Lucas assunse T.M. Christopher perché lo aiutasse a rielaborare l'intera serie in ventidue lungometraggi disposti in ordine cronologico. Fu girato inoltre del nuovo materiale da incorporare nei "capitoli" appena rimontati per migliorarli cronologicamente e fornire transizioni fluide. Le cornici con l'Indy novantatreenne della serie originale furono rimosse, così come quella con Sean Patrick Flanery per Travels with Father; tuttavia, quella con Harrison Ford ne Il mistero del blues fu mantenuta. Per l'occasione la serie fu rititolata The Adventures of Young Indiana Jones.
| Capitolo | Titolo originale                    | Titolo italiano                             | Episodi originali                                          | Cambiamenti |
| -------- | ----------------------------------- | ------------------------------------------- | ---------------------------------------------------------- | --- |
| 1        | My First Adventure                  |                                             | Prima parte di 1x01                                        | - Flashback introduttivo ampliato - Narrazione iniziale di Corey Carrier - Aggiunta di scene di raccordo e del nuovo segmento "Tangeri" (diretto da Michael Schultz e scritto da Jule Selbo) |
| 2        | Passion for Life                    |                                             | 1x03 + 2x13                                                | - Aggiunta di scene di raccordo e conclusive - Prima parte spostata dal 1909 al 1908 |
| 3        | The Perils of Cupid                 |                                             | 2x09 + 2x19                                                | - Aggiunta di scene introduttive e di raccordo - Seconda parte spostata da maggio a novembre                                                                                                 |
| 4        | Travels with Father                 |                                             | Young Indiana Jones: Travels with Father                   | - Prima parte spostata al 1910 - Aggiunta di scene introduttive |
| 5        | Journey of Radiance                 |                                             | 2x15 + 2x14                                                | - Aggiunta di scene di raccordo e conclusive - Prima parte spostata da gennaio a marzo |
| 6        | Spring Break Adventure              | Una vacanza avventurosa                     | 2x06 + seconda parte di 1x01                               | Aggiunta di scene introduttive e di raccordo |
| 7        | Love's Sweet Song                   |                                             | 2x12 + 1x02                                                | Aggiunta di scene introduttive e di raccordo |
| 8        | Trenches of Hell                    | Trincee d'inferno                           | 2x02 + 2x03                                                | Aggiunta di una scena introduttiva |
| 9        | Demons of Deception                 |                                             | 1x04 + 2x16                                                | Aggiunta di scene introduttive e di raccordo |
| 10       | Phantom Train of Doom               | Il treno fantasma                           | 2x11                                                       | Nessuno |
| 11       | Oganga, the Giver and Taker of Life | Oganga, il signore della vita e della morte | 1x05 + 1x06                                                | Introduzione estesa |
| 12       | Attack of the Hawkmen               | L'attacco degli uomini falco                | Young Indiana Jones and the Attack of the Hawkmen          | Nessuno |
| 13       | Adventures in the Secret Service    | Le avventure nei servizi segreti            | 2x01 + 2x07                                                | - Aggiunta di scene introduttive e di raccordo - Prima parte spostata da marzo a maggio |
| 14       | Espionage Escapades                 |                                             | 2x04 + 2x20                                                | - Aggiunta di scene introduttive e di raccordo - Prima parte spostata da maggio a luglio |
| 15       | Daredevils of the Desert            | I temerari del deserto                      | 2x21                                                       | Versione estesa dell'episodio originale |
| 16       | Tales of Innocence                  | I racconti dell'età dell'innocenza          | 2x10                                                       | - Aggiunta di scene introduttive e di raccordo e del nuovo segmento "Marocco" (diretto da Michael Schultz e scritto da Jonathan Hales) - Prima parte spostata a novembre del 1917            |
| 17       | Masks of Evil                       | Le maschere del male                        | 2x17 + 2x22                                                | - Aggiunta di scene introduttive e di raccordo - Seconda parte spostata da gennaio a settembre                                                                                               |
| 18       | Treasure of the Peacock's Eye       | Il tesoro dell'occhio del Pavone            | Young Indiana Jones and the Treasure of the Peacock's Eye  | Nessuno |
| 19       | Winds of Change                     |                                             | 2x18 + cornice di Young Indiana Jones: Travels with Father | - Seconda parte estesa - Aggiunta di scene introduttive e di raccordo |
| 20       | Mystery of the Blues                | Il mistero del blues                        | 2x05                                                       | Nessuno |
| 21       | Scandal of 1920                     |                                             | 2x08                                                       | Nessuno |
| 22       | Hollywood Follies                   | Le follie di Hollywood                      | Young Indiana Jones and the Hollywood Follies              | Nessuno |

Il 26 ottobre 1999 i capitoli 6, 8, 10-13, 15-18, 20 e 22 furono pubblicati in VHS nella collana The Complete Adventures of Indiana Jones insieme alla riedizione della trilogia cinematografica (trasformata nei capitoli 24, 23 e 25). Il cofanetto della trilogia includeva anche Il tesoro dell'Occhio di Pavone come cassetta bonus. L'uscita degli altri capitoli fu però annullata e questi rimasero quindi inediti in Italia, dove la collana fu pubblicata nell'autunno del 2000 col titolo Indiana Jones: La storia completa.

### DVD
Nel 2002, il produttore della serie Rick McCallum confermò in un'intervista con Variety che i DVD della serie erano in fase di sviluppo, ma che non sarebbero usciti prima di tre o quattro anni.
Nel 2005, durante la conferenza stampa per la presentazione del DVD di Star Wars: Episodio III - La vendetta dei Sith, McCallum spiegò che sarebbero usciti circa 22 DVD, contenenti, oltre agli episodi della serie, circa cento documentari che avrebbero esplorato gli aspetti storici presenti nella serie. Lucas e McCallum auspicarono che questi contenuti potessero essere d'aiuto nelle scuole e che questo fosse un nuovo modo per insegnare la storia. Per questa edizione, la LucasFilm migliorò la qualità dell'immagine e rimasterizzò la colonna sonora. Questi miglioramenti ritardarono l'uscita dei cofanetti. Fu infine deciso di distribuire i cofanetti in concomitanza con l'uscita de Indiana Jones e il regno del teschio di cristallo.
Il sito StarWars.com ha poi confermato che il primo set sarebbe uscito il 23 ottobre 2007, il secondo nel dicembre dello stesso anno, mentre il terzo il 29 aprile 2008.
The History Channel acquistò in seguito i diritti televisivi dei 94 documentari contenuti nei DVD. La messa in onda di questi speciali servì come campagna pubblicitaria per i cofanetti e per il quarto film.